# Conan der Barbar (Filmmusik)
Die Filmmusik zu John Milius’ 1982 erschienenem Film Conan der Barbar wurde von Basil Poledouris komponiert. Weite Teile des Films kommen ohne Dialoge aus, wodurch sie eine wichtige erzählerische Funktion hat.

## Musik im Film
Poledouris verwendete für den Film verschiedene Musikstile, die er jeweils für die Grundstimmung der jeweiligen Szenen anpasste. Dadurch, dass im Film nur wenige Dialoge vorhanden sind, trägt die Musik einen Großteil der Handlung mit einem absoluten Musikanteil von 91 Prozent. Bereits im Vorspann des Films wird in der Schmiedszene das Stück Anvil of Crom, eine kriegerisch klingende Melodie aus archaischen Schlagwerk und Blechbläsern, verwendet, die das Hauptthema der Filmhandlung umschreibt.
Der Komponist verwendete für die Szenen des Angriffs auf Conans Sippe zwei grundverschiedene Klangszenarien mit teilweisen Anleihen an den gregorianischen Choral, die er wechselweise aufeinanderprallen ließ, düstere Blechbläser für den Schlangenkultanführer und sanfte Klänge für Conans Sippe (Riddle of Steel / Riders of Doom). Unüberhörbar stand hier kompositorisch O Fortuna aus Carl Orffs Carmina Burana Pate. Poledouris ließ das Thema der Führungsrolle musikalisch im balladenhaften Charakter von Conans Vater auf den Sohn übergehen. Während die Szenen mit der Schwertkämpferin Valeria, in die Conan sich verliebt hat, mit melancholischen Moll-Harmonien untermalt sind, werden die Szenen mit dem Bogenschützen und Conans Begleiter Subotai mit einer heiteren Melodie untermalt, die das Gefährtenthema darstellen (Theology / Civilization). 
Eines der Stücke stammt nicht von Poledouris: Tower of Serpent (auch Tower of Set). Es untermalt die Szene, in der die drei Protagonisten Conan, Subotai und Valeria in den Schlangenturm einbrechen, um ein wertvolles Juwel zu stehlen. Hier wurde ein Musikstück aus dem 13. Jahrhundert verwendet, die No.166 (Como Poden per sas Culpas) aus dem Liederzyklus Cantigas de Santa Maria. Eingespielt wurde es von dem Clemencic Consort, 1976 auf LP des Labels Harmonia Mundi erschienen. Poledouris fügte jedoch zu der schon bestehenden Aufnahme des Clemencic Consort einen ätherisch hypnotischen Frauenchor hinzu. Diese Aufnahme gelangte auf keine offizielle Ausgabe der Original-Filmmusik auf Tonträger; lediglich auf der Neueinspielung aus dem Jahre 2010 von Prometheus Records ist eine Interpretation dieses Musikstückes enthalten.
Gegen Ende des Films wird die Musik friedlicher. Mit sanftmütigem Chor, hohen Streichern und einer Harfe stellt Poledouris dar, dass Conan seine Widersacher bezwungen, sich gerächt und seinen Frieden gefunden hat.

## Veröffentlichungen als Tonträger
Die Filmmusik wurde 1982, wie damals üblich von verschiedenen regionalen Plattenlabel veröffentlicht. Die Veröffentlichungen von MCA Records auf LP für Europa, die USA, Brasilien und Japan enthielten 12 Titel mit einer Gesamtlänge von knapp 49 Minuten. Die von RCA veröffentlichten Ausgaben für Frankreich und Italien enthielten zusätzlich den von Mako gesprochenen Original-Filmprolog.
1992 veröffentlichte Milan Records, welche bereits 1982 die MC veröffentlicht hatten, eine CD-Version dieser Auswahl mit Prolog, Varèse Sarabande eine rund 19 Minuten längere CD-Version ohne Prolog. Da diese unvollständigen Veröffentlichungen zahlreiche Fans nicht zufriedenstellten, erschien eine Vielzahl von Bootlegs.
2010 erschien eine Doppel-CD, auf der die vollständige, von den Prager Philharmonikern neu eingespielte und von James Fitzpatrick produzierte Filmmusik samt unveröffentlichtem Material enthalten ist, über Prometheus Records.
Titelliste der MCA-LP und Milan-Records-CD:
1. Prologue / Anvil of Crom – 03:39
2. Riddle of Steel / Riders of Doom – 05:38
3. The Gift of Fury – 03:50
4. Column of Sadness / Wheel of Pain – 04:09
5. Atlantean Sword – 03:51
6. Theology / Civilization – 03:14
7. Love Theme – 02:10
8. The Search – 03:09
9. The Orgy – 04:14
10. The Funeral Pyre – 04:29
11. Battle of the Mounds Pt. 1 – 04:53
12. Orphans of Doom / The Awakening – 05:32

Titelliste der Varèse-Sarabande-CD:
1. Anvil of Crom – 02:34
2. Riddle of Steel / Riders of Doom – 05:36
3. Gift of Fury – 03:50
4. Wheel of Pain – 04:09
5. Atlantean Sword – 03:50
6. Theology / Civilization – 03:13
7. Wifeing (Love Theme From Conan The Barbarian) – 02:10
8. The Leaving / The Search – 05:59
9. Mountain of Power Procession – 03:21
10. The Tree of Woe – 03:31
11. Recovery – 02:11
12. The Kitchen / The Orgy – 06:30
13. Funeral Pyre – 04:29
14. Battle of the Mounds – 04:52
15. Death of Rexor – 05:34
16. Orphans of Doom / The Awakening – 05:31

(Um Vier Stücke erweiterte Veröffentlichung, jedoch ohne Prolog)
Titelliste der Neueinspielung der Prometheus-Records-CD des City of Prague Philharmonic Orchestra and Chorus, unter der Leitung von Nic Raine:
CD 1
1. Prologue (Film Version) / Anvil of Crom – 03:38
2. Riddle of Steel / Riders of Doom – 05:23
3. The Gift of Fury – 03:25
4. Column of Sadness / Wheel of Pain – 04:09
5. Pit Fights – 02:45
6. Prologue (Original Version) – 01:03
7. Atlantean Sword – 04:00
8. Wolf Witch  – 03:21
9. Theology / Civilization – 03:04
10. The Street of Deviants  / Hopefuls at the Tower of Set  – 01:28
11. The Tower of Set  / Snake Attack (Las cantigas de Santa Maria) – 05:21
12. Infidels – 01:03
13. The Tavern – 01:51
14. The Wifeing – 02:20
15. In the Court of King Osric – 01:13
16. Conan Leaves Valeria / The Search – 06:03
17. The Mountain of Power / Capture – 04:00
18. The Tree of Woe / Recovery – 06:04

CD 2
1. The Kitchen / The Orgy – 06:23
2. Orgy Fight – 02:53
3. Funeral Pyre – 05:15
4. Battle Preparations / Battle of the Mounds Part I – 05:59
5. Battle of the Mounds Part II – 02:11
6. Battle of the Mounds Part III / Night Of Doom – 05:56
7. Head Chop – 00:53
8. Orphans of Doom / The Awakening – 06:30
9. Epilogue / End Titles – 05:13
10. Theology / Civilization – Alternate Version – 03:27
11. The Tower of Set – Alternate Cues – 03:37
12. Battle of the Mounds (Part II) – Original Version – 02:11
13. Chamber of Mirrors from "Conan the Destroyer" – 07:16
14. Riders of Doom – Orchestral Version – 04:05

## Weitere Verwendung und Anleihen
Das Titelthema aus dem Film Total Recall, komponiert von Jerry Goldsmith, ist vom Anvil of Crom inspiriert; anders jedoch als bei Poledouris, besteht Goldsmiths Komposition aus einem mit Synthesizern erstellten Grundgerüst, über dem die Leitmelodie mit einem Horn und Streichensemble gespielt wird.
In Peter Jacksons Der-Herr-der-Ringe-Verfilmungen sind musikalisch sowohl das Gefährten- als auch das Isengard-Thema an Conan der Barbar angelehnt.
Ebenso ist eine Rezeption im Metal-Umfeld festzustellen. Thomas „Quorthon“ Forsberg bezog sich beim Stilwechsel seiner Band Bathory hin zum Viking Metal auf Conan der Barbar. Robert „Darken“ Fudali gab die Filmmusik als Einfluss für die filmmusik-lastigeren Spätwerke seines NSBM-/Pagan-Metal-Projekts Graveland und sein anderes Projekt Lord Wind an. Hendrik Möbus von der Rock-/NSBM-/Pagan-Metal-Band Absurd gab Conan der Barbar als Inspiration der Gruppe an, die kanadische Rechtsrock-/Metal-Band Rahowa veröffentlichte 1995 auf dem Album Cult of the Holy War ein Lied namens Anvil of Crom.